# E-Life
Elvis de Oliveira, beter bekend als E-Life, is een Nederlandse rapper, producer & componist van Kaapverdische komaf uit Rotterdam. Hij houdt zich bezig met Engelstalige rap. Tevens staat hij bekend als dj bij de radiozender Juize FM, en om zijn betrokkenheid in de Kevin Masters Show. Sinds 1998 scoorde hij diverse hits waaronder de Top10 hit More days to come.
Voorheen was hij tot 1996 actief in het hiphopduo Dope Syndicate. Sinds 2011 maakt hij deel uit van de Hardcore groep Evil Activities.
In 2010 fungeerde E-Life als jurylid voor de Punchout Battles.

## Discografie

### Albums
| Album met eventuele hitnotering(en) in de Nederlandse Album Top 100 | Datum van verschijnen | Datum van binnenkomst | Hoogste positie | Aantal weken | Opmerkingen |
| ------------------------------------------------------------------- | --------------------- | --------------------- | --------------- | ------------ | ----------- |
| Eleven                                                              | 1999                  | 02-10-1999            | 40              | 4            |             |
| E=MC²                                                               | 2002                  | 07-09-2002            | 39              | 5            |             |

### Singles
| Single met eventuele hitnotering(en) in de Nederlandse Top 40 | Datum van verschijnen | Datum van binnenkomst | Hoogste positie | Aantal weken | Opmerkingen                               |
| ------------------------------------------------------------- | --------------------- | --------------------- | --------------- | ------------ | ----------------------------------------- |
| More Days To Come                                             | 1998                  | 03-10-1998            | 6               | 20           | Met Karima                                |
| I Wonder Why                                                  | 1999                  | 03-04-1998            | 59              | 8            |                                           |
| In doubt '99                                                  | 1999                  | 25-09-1999            | tip19           | -            | met Postmen / Nr. 86 in de Single Top 100 |
| K.I.T.A. (Bring It On)                                        | 2002                  | 20-04-2002            | 36              | 6            |                                           |

### Losse tracks
- 1996 - Stacked with Honors
- 2002 - Watch Me
- 2011 - Broken (met Endymion, Evil Activities)
- 2012 - Hardshock (Official Hardshock Festival 2012 Anthem) (met Evil Activities)
- 2012 - World of Madness (DefQon.1 2012 O.S.T.) (met Evil Activities)
- 2014 - Swoosh Fever (met Coone en Hard Driver)
- 2015 - One (Met Wildstylez)
- 2016 - Riot (met Coone)
- 2017 - The Incredible (met Public Enemies)
- 2017 - Black Rain (Official Hard Bass 2018 Anthem) (met Adaro)
- 2019 - Run With The Wolves (met Wildstylez)
- 2021 - BASE (met Sub Zero Project)
- 2021 - If Tomorrow Never Comes (met Ran-D & Galactixx)
- 2024 - Follow Me (met Devin Wild)